# Talzintán, Hueyapan
Talzintán är en ort i Mexiko.   Den ligger i kommunen Hueyapan och delstaten Puebla, i den sydöstra delen av landet, 190 km öster om huvudstaden Mexico City. Talzintán ligger 1 602 meter över havet och antalet invånare är 146.
Terrängen runt Talzintán är huvudsakligen kuperad, men norrut är den bergig. Terrängen runt Talzintán sluttar norrut. Runt Talzintán är det tätbefolkat, med 343 invånare per kvadratkilometer. Närmaste större samhälle är Teziutlan, 9,6 km sydost om Talzintán. Omgivningarna runt Talzintán är en mosaik av jordbruksmark och naturlig växtlighet.